# Megina
Megina ist ein Ort und eine Gemeinde (municipio) mit 27 Einwohnern (Stand: 2024) im Osten der Provinz Guadalajara in der Autonomen Gemeinschaft Kastilien-La Mancha in Zentralspanien. 

## Lage und Klima
Megina liegt im Iberischen Gebirge in einer Höhe von 1275 m. Die Entfernung zur westsüdwestlich gelegenen Provinzhauptstadt Guadalajara beträgt ca. 85 Kilometer (Fahrtstrecke). Das Klima ist warm und gemäßigt; die Niederschläge (insgesamt 585 mm) verteilen sich über das Jahr.

## Bevölkerungsentwicklung
| Jahr      | 1960 | 1970 | 1981 | 1991 | 2001 | 2011 | 2021 |
| Einwohner | 298  | 172  | 111  | 90   | 61   | 48   | 34   |

## Sehenswürdigkeiten
- Kirche Mariä Himmelfahrt